# Liste der Kulturdenkmale in Diera-Zehren

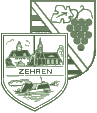
Wappen von Diera-Zehren

In der Liste der Kulturdenkmale in Diera-Zehren sind die Kulturdenkmale der sächsischen Gemeinde Diera-Zehren verzeichnet, die bis Dezember 2020 vom Landesamt für Denkmalpflege Sachsen erfasst wurden (ohne archäologische Kulturdenkmale). Die Anmerkungen sind zu beachten.
Diese Aufzählung ist eine Teilmenge der Liste der Kulturdenkmale im Landkreis Meißen.

## Diera
| Bild                                    | Bezeichnung                                                                                                   | Lage                          | Datierung                         | Beschreibung | ID       |
| --------------------------------------- | --- | ----------------------------- | --------------------------------- | --- | -------- |
| Direkt Bild zu diesem Denkmal hochladen | Schäfereigebäude (Hirtenhaus) eines Bauernhofes                                                               | Zu den Gärten 8 (Karte)       | Um 1800                           | Schlichter eingeschossiger Putzbau, sozialgeschichtlich und wirtschaftsgeschichtlich von Bedeutung, Bruchstein | 09268028 |
| Direkt Bild zu diesem Denkmal hochladen | „Herrenhaus“ (Nr. 7), Torhaus (Nr. 10), Wirtschaftsgebäude (Nr. 9) und Hofpflaster des ehemaligen Kammergutes | Zum Lehnsgut 7, 9, 10 (Karte) | 17. Jahrhundert, später überformt | Weitestgehend geschlossen erhaltene Anlage mit bedeutsamer Bausubstanz, Herrenhaus ein Putzbau mit Loggia im Erdgeschoss und Mansarddach, Wirtschaftsgebäude mit Fachwerk-Obergeschoss zur Straße, baugeschichtlich und ortsgeschichtlich bedeutend. - Herrenhaus: mit Arkaden, Stützpfeilern, Walmdach - Wirtschaftsgebäude: mit Dachreiter und Giebel, Fachwerk massiv untersetzt, Putznutungen, Taubenschlag - Pflasterung im Hof Zum Kammergut gehörend noch Nummer 8 und Nummer 11 (keine Denkmale). | 09268029 |

## Golk
| Bild                                    | Bezeichnung                  | Lage                    | Datierung | Beschreibung | ID       |
| --------------------------------------- | ---------------------------- | ----------------------- | --------- | --- | -------- |
| Direkt Bild zu diesem Denkmal hochladen | Wohnhaus in offener Bebauung | Zum Forsthaus 8 (Karte) | 1827      | Markanter ländlicher Bau, der wohl mit dem Weinanbau in der Umgebung zu tun hatte, ortsgeschichtlich bedeutend. Das mit 1827 datierte Anwesen erscheint als zweigeschossiger, offenbar durchgehend massiver, verputzter Bau mit Satteldach, der an der Längsseite Weinspalier zeigt. Die Mauern bestehen zum überwiegenden Teil aus Bruchstein. Das sich an den Hang duckende Gebäude ist umgeben von Weinbergen, demzufolge wird es auch etwas damit zu tun gehabt haben. Abgesehen davon handelt es sich um einen charakteristischen ländlichen Bau mit zeit- und regionaltypischen Materialien. | 09306247 |

## Hebelei
| Bild                                    | Bezeichnung | Lage                        | Datierung                 | Beschreibung | ID       |
| --------------------------------------- | --- | --------------------------- | ------------------------- | --- | -------- |
| Direkt Bild zu diesem Denkmal hochladen | Wohnhaus, angebautes Stallgebäude und Scheune eines ländlichen Anwesens (ehemaliges Weingut), dazu Weinbergmauer (nahe Auf der Höhe 1)                                    | Am Wald 1 (Karte)           | 1. Hälfte 19. Jahrhundert | Weithin sichtbare, miteinander verbundene Baulichkeiten, Akzentuierung durch Fachwerk-Obergeschoss, vor einer allgemeinen landwirtschaftlichen Nutzung wohl Weingut oder Winzerei, als bemerkenswertes Zeugnis ländlicher Architektur und Volksbauweise seiner Zeit vor allem baugeschichtlich bedeutend | 09267876 |
|                                         | Weinberghaus, heute Gärtnerei | Göhrischgärtnerei 1 (Karte) | 18. Jahrhundert           | Massives zweigeschossiges Gebäude mit hohem Walmdach und aufwendig gestaltetem Portal, charakteristisches Zeugnis des jahrhundertelangen Weinbaus in der Meißner Region, regionalgeschichtlich und baugeschichtlich von Bedeutung (zum Göhrischgut gehörig), im Keller Gewölbe | 09267881 |
|                                         | Gutshof eines Weingutes mit Wohnhaus („Herrenhaus“), Torhaus, zwei weiteren Wirtschaftsgebäuden (davon ein Wohnstallhaus) und Scheune sowie drei Weinbergen (Göhrischgut) | Göhrischgut 1 (Karte)       | 2. Hälfte 18. Jahrhundert | Herrenhaus in barock-klassizistischer Gestaltung mit Mansarddach und übergiebeltem Mittelrisalit, das ehemals größte linkselbische Weingut, wohl schon im 15. Jahrhundert entstanden, baugeschichtlich und ortsgeschichtlich von Bedeutung, Weinberge auch von landschaftsgestaltender Bedeutung. 1639 erste urkundliche Belege für Winzer auf Gut Göhrisch, 1733 Errichtung des Weinberghauses (Objekt 09267881, Göhrischgärtnerei 1), 1735 Errichtung von Teilen des Gutshofes, Schlussstein über dem Torbogen bezeichnet mit 1835 (vgl. Gurlitt, S. 151–152), um 1800 Errichtung des Gutshauses. - Gutshaus/Weinbau-Herrenhaus: drei Mittelachsen risalitartig hervorgehoben, Bekrönung mit Dreiecksgiebel, Innenausstattung vorhanden (Treppenhaus), im Eingangsbereich Gewölbe, Tür original erhalten - Wohnstallhaus: Bruchstein und Ziegel, Torhaus ebenso - Wirtschaftsgebäude: Bruchstein - Weinberge: drei Weinberge mit Weinbergsmauern westlich des Gutshauses, die zwei östlich gelegenen stark in das Elbetal wirkend, der westlichste gleichzeitig der größte der drei Weinberge, die Mauern wurden mit Bruchsteinen aus dem zum Gut gehörigen Steinbruch errichtet | 09267880 |

## Keilbusch
| Bild                                    | Bezeichnung                                                       | Lage                      | Datierung                 | Beschreibung | ID       |
| --------------------------------------- | ----------------------------------------------------------------- | ------------------------- | ------------------------- | --- | -------- |
| Direkt Bild zu diesem Denkmal hochladen | Wegestein                                                         | Meißner Straße (Karte)    | Bezeichnet mit 1855       | Verkehrsgeschichtlich von Bedeutung | 09267777 |
| Direkt Bild zu diesem Denkmal hochladen | Wohnstallhaus und Scheune eines Hakenhofes, mit Einfriedungsmauer | Meißner Straße 43 (Karte) | 1. Hälfte 19. Jahrhundert | Wohnstallhaus mit Fachwerk-Obergeschoss, ortsbildprägende Lage nahe der Elbe, baugeschichtlich von Bedeutung. - Beide Häuser: Fachwerk massiv untersetzt - Wohnhaus: Krüppelwalmdach | 09267727 |
| Direkt Bild zu diesem Denkmal hochladen | Wohnhaus                                                          | Meißner Straße 44 (Karte) | 1. Hälfte 19. Jahrhundert | Obergeschoss Fachwerk, typisches ländliches Gebäude, ortsbildprägende Lage nahe der Elbe, baugeschichtlich von Bedeutung. Fachwerk massiv untersetzt, Krüppelwalmdach.               | 09267728 |
| Direkt Bild zu diesem Denkmal hochladen | Wohnhaus                                                          | Meißner Straße 45 (Karte) | 1. Hälfte 19. Jahrhundert | Eingeschossiges Fachwerkhaus, sozialgeschichtlich von Bedeutung | 09267729 |

### Ehemaliges Denkmal (Keilbusch)
| Bild                                    | Bezeichnung                                                 | Lage                      | Datierung | Beschreibung | ID       |
| --------------------------------------- | ----------------------------------------------------------- | ------------------------- | --------- | --- | -------- |
| Direkt Bild zu diesem Denkmal hochladen | Oberbau eines ehemaligen Straßenbahnwagens der Stadt Meißen | Meißner Straße 34 (Karte) | 1920      | Verkehrsgeschichtlich und technikgeschichtlich bedeutsam. Oberbau eines ehemaligen Straßenbahnwagens der Stadt Meißen. Der Wagen diente der Personenbeförderung. Derzeit wird der Oberbau als Schuppen genutzt und befindet sich auf dem Grundstück Meißner Straße 34 in Diera-Zehren, Ortsteil Keilbusch. Ein vor dem ebenfalls hier befindlicher Wagenteil von 1899 wurde mittlerweile nach Döbeln abtransportiert und gehört dem dortigen Traditionsverein Pferdebahn e. V. (siehe Döbeln, Niedermarkt 31). Zwischen 2020 und 2024 aus der Denkmalliste gestrichen. | 09269675 |

## Kleinzadel
| Bild                                    | Bezeichnung                                                     | Lage                 | Datierung           | Beschreibung | ID       |
| --------------------------------------- | --------------------------------------------------------------- | -------------------- | ------------------- | --- | -------- |
| Direkt Bild zu diesem Denkmal hochladen | Wohnhaus und angebautes Wirtschaftsgebäude einer alten Schmiede | Elbstraße 36 (Karte) | Bezeichnet mit 1835 | Zum Teil Obergeschoss Fachwerk, Fledermausgaupen im Dach, ortsgeschichtlich von Bedeutung. Das Anwesen in schlechtem Zustand, leerstehend. - Wohnhaus: Weinspalier - Wirtschaftsgebäude: Fachwerk massiv untersetzt, Krüppelwalmdach, Fledermausgaupen | 09268017 |

## Löbsal
| Bild                                    | Bezeichnung                                                        | Lage                 | Datierung                 | Beschreibung | ID       |
| --------------------------------------- | ------------------------------------------------------------------ | -------------------- | ------------------------- | --- | -------- |
| Direkt Bild zu diesem Denkmal hochladen | Wohnstallhaus, Torpfeiler und Einfriedungsmauer eines Zweiseithofs | Dorfplatz 2 (Karte)  | Bezeichnet mit 1809       | Obergeschoss Fachwerk, regional- und zeittypisches Bauernhaus, baugeschichtlich von Bedeutung. Weinspaliere, teils alte Fenster.         | 09268025 |
| Direkt Bild zu diesem Denkmal hochladen | Gasthof Jägerheim                                                  | Dorfplatz 6 (Karte)  | Bezeichnet mit 1811       | Obergeschoss Fachwerk, Segmentbogenportal, Gebäude in weitgehendem Originalzustand, ortsgeschichtlich und baugeschichtlich von Bedeutung | 09304108 |
| Direkt Bild zu diesem Denkmal hochladen | Wohnhaus eines Bauernhofes                                         | Dorfplatz 10 (Karte) | 1. Hälfte 19. Jahrhundert | Obergeschoss Fachwerk, regional- und zeittypisches Bauernhaus, baugeschichtlich von Bedeutung                                            | 09268024 |

## Mischwitz
| Bild                                    | Bezeichnung  | Lage                   | Datierung | Beschreibung                                                                           | ID       |
| --------------------------------------- | ------------ | ---------------------- | --------- | -------------------------------------------------------------------------------------- | -------- |
| Direkt Bild zu diesem Denkmal hochladen | Tiefenkeller | Dorf Mischwitz (Karte) | Um 1800   | Portal des Kellereingangs mit Wappen (darauf Krone), kulturgeschichtlich von Bedeutung | 09267730 |

## Naundorf
| Bild                                    | Bezeichnung                                                 | Lage                            | Datierung                 | Beschreibung | ID       |
| --------------------------------------- | ----------------------------------------------------------- | ------------------------------- | ------------------------- | --- | -------- |
| Direkt Bild zu diesem Denkmal hochladen | Wegestein                                                   | Am Rodeberg (Karte)             | 1. Hälfte 19. Jahrhundert | Verkehrsgeschichtlich von Bedeutung | 09267877 |
| Direkt Bild zu diesem Denkmal hochladen | Kriegerdenkmal für die Gefallenen des Ersten Weltkrieges    | Weinbergstraße 15 (vor) (Karte) | Nach 1918                 | Ortsgeschichtlich von Bedeutung | 09267878 |
| Direkt Bild zu diesem Denkmal hochladen | Wohnstallhaus, Scheune und Stallgebäude eines Dreiseithofes | Zum Stausee 16 (Karte)          | 1. Hälfte 19. Jahrhundert | Wohnstallhaus Obergeschoss Fachwerk, Fachwerk-Scheune, geschlossen erhaltener Bauernhof in landschaftstypischer Gestaltung, baugeschichtlich und wirtschaftsgeschichtlich von Bedeutung | 09267879 |

## Naundörfel
| Bild                                    | Bezeichnung                                                     | Lage                  | Datierung | Beschreibung                                                                               | ID       |
| --------------------------------------- | --------------------------------------------------------------- | --------------------- | --------- | ------------------------------------------------------------------------------------------ | -------- |
| Direkt Bild zu diesem Denkmal hochladen | Seitengebäude (Wohnstallhaus mit Kumthalle) eines Dreiseithofes | Zum Gosetal 3 (Karte) | Um 1860   | Putzbau mit seltener dreibogiger Kumthalle, baugeschichtlich von Bedeutung, Putzornamentik | 09268030 |

## Niederlommatzsch
| Bild                                    | Bezeichnung                                                                            | Lage                                                                                   | Datierung                  | Beschreibung | ID       |
| --------------------------------------- | -------------------------------------------------------------------------------------- | -------------------------------------------------------------------------------------- | -------------------------- | --- | -------- |
|                                         | Straßenbrücke                                                                          | (Gemarkung Niederlommatzsch, Flurstück 316; Gemarkung Naundorf, Flurstück 237) (Karte) | 19. Jahrhundert            | Segmentbogenbrücke über den Goldbach, in Bruchstein, baugeschichtlich und verkehrsgeschichtlich von Bedeutung. Brücke über den Goldbach, Sandstein und Bruchstein. | 09267874 |
| Direkt Bild zu diesem Denkmal hochladen | Motorfähre „Einheit“                                                                   | Fährgasse (Karte)                                                                      | 1958                       | Technikgeschichtlich von Bedeutung. Personenfähre mit einer Schiffsschale aus Stahl (offen) und Steuerhaus (vorne), zugelassen für 20 Personen, 1958 in Laubegast mit der Bau-Nummer 124 für die Gemeinde Niederlommatzsch gebaut, verkehrt an der Fährstelle zwischen Niederlommatzsch–Seußlitz am Elbkilometer 94,7 (hier bereits im Mittelalter Fährbetrieb durch das Kloster Seußlitz), dient heute als Arbeitsboot/Reservefähre in Ergänzung zur 1992 neu gebauten Fähre „Stolzenfels“ (kein Denkmal), Pass-Nummer 15 M 21 – 177, Eichbezeichnung E. Dn. 466 v. 8. Januar 1959, angetrieben durch einen Junkers-Dieselmotor, Typ 1 HK 65, Leistung 12,5 PS bei 1500/min, 1998. Erneuerung der Bodenfläche. (2021/07 Nicht mehr vorhanden, lt. Info eines Anwohner verkauft. Radler59) | 09267875 |
| Direkt Bild zu diesem Denkmal hochladen | Wohnhaus (ehemaliges Schifferhaus)                                                     | Fährgasse 2 (Karte)                                                                    | 1. Drittel 19. Jahrhundert | Obergeschoss Fachwerk, charakteristisches kleines Wohnhaus der Elbregion, baugeschichtlich von Bedeutung. Erdgeschoss durch vergrößerte Fenster entstellt, Krüppelwalmdach, gemeinsamer Anbau mit Nummer 3 (Obergeschoss Fachwerk). | 09267869 |
| Direkt Bild zu diesem Denkmal hochladen | Wohnhaus (ehemaliges Schifferhaus)                                                     | Fährgasse 3 (Karte)                                                                    | Bezeichnet mit 1829        | Obergeschoss Fachwerk, charakteristisches kleines Wohnhaus der Elbregion, baugeschichtlich von Bedeutung. Gemeinsamer Wirtschaftsanbau mit Nummer 2 (Obergeschoss Fachwerk). | 09267870 |
|                                         | Wohnhaus (vermutlich Fischerhaus)                                                      | Hirschsteiner Weg 13 (Karte)                                                           | 1. Drittel 19. Jahrhundert | Obergeschoss Fachwerk, zeit- und landschaftstypisches Gebäude der Elbregion, baugeschichtlich von Bedeutung, Krüppelwalmdach | 09267871 |
|                                         | Wohnhaus (vermutlich Fischerhaus) mit Nebengebäude und Einfriedung                     | Hirschsteiner Weg 19 (Karte)                                                           | 1. Hälfte 19. Jahrhundert  | Eingeschossiger Massivbau, baugeschichtlich und sozialgeschichtlich von Bedeutung. Fenster: 2. Hälfte 19. Jahrhundert und 1920er Jahre. | 09267872 |
| Direkt Bild zu diesem Denkmal hochladen | Wohnstallhaus und Scheune sowie Einfriedungsmauer eines Dreiseithofes                  | Niederlommatzscher Straße 7 (Karte)                                                    | 1. Drittel 19. Jahrhundert | Wohnstallhaus Obergeschoss Fachwerk, landschaftstypisches Ensemble eines Bauernhofes vergangener Zeiten, baugeschichtlich und wirtschaftsgeschichtlich von Bedeutung | 09267866 |
| Direkt Bild zu diesem Denkmal hochladen | Wohnstallhaus, Stallgebäude und Hofmauer mit Pforte und Torzufahrt eines Dreiseithofes | Niederlommatzscher Straße 8 (Karte)                                                    | 1. Drittel 19. Jahrhundert | Beide Gebäude Obergeschoss Fachwerk, landschaftstypisches Bauernhof-Ensemble, baugeschichtlich und wirtschaftsgeschichtlich von Bedeutung. Fachwerk massiv untersetzt, Stallgebäude mit originalen Fenstern. | 09267865 |
|                                         | Kriegerdenkmal für die Gefallenen des Ersten Weltkrieges                               | Niederlommatzscher Straße 9 (vor) (Karte)                                              | Nach 1918                  | Ortsgeschichtlich von Bedeutung | 09269836 |
| Direkt Bild zu diesem Denkmal hochladen | Wohnstallhaus eines Dreiseithofes                                                      | Obergasse 4 (Karte)                                                                    | 1. Drittel 19. Jahrhundert | Obergeschoss Fachwerk, zeit- und landschaftstypisches Bauernhaus, baugeschichtlich von Bedeutung. Krüppelwalmdach, Erdgeschoss durch vergrößerte Fenster entstellt, bildet Dreiseithof mit Nummer 4a. | 09267867 |
|                                         | Wohnstallhaus und Scheune sowie Toreinfahrt eines Dreiseithofes                        | Obergasse 5 (Karte)                                                                    | 1. Drittel 19. Jahrhundert | Beide Gebäude Fachwerk, landschaftstypisches Bauernhofensemble, weitgehend original erhalten, baugeschichtlich und wirtschaftsgeschichtlich von Bedeutung | 09267868 |

## Niedermuschütz
| Bild                                    | Bezeichnung                                                 | Lage                                     | Datierung                 | Beschreibung | ID       |
| --------------------------------------- | ----------------------------------------------------------- | ---------------------------------------- | ------------------------- | --- | -------- |
| Direkt Bild zu diesem Denkmal hochladen | Denkmal für die Gefallenen des Ersten Weltkrieges           | Niedermuschützer Straße 37 (vor) (Karte) | Nach 1918                 | Ortsgeschichtlich von Bedeutung | 09267765 |
| Direkt Bild zu diesem Denkmal hochladen | Wohnstallhaus eines Vierseithofes mit angrenzender Hofmauer | Niedermuschützer Straße 43 (Karte)       | Bezeichnet mit 1817       | Obergeschoss Fachwerk, zeittypisches Bauernhaus, baugeschichtlich von Bedeutung. Fachwerk massiv untersetzt, Krüppelwalmdach.                                                                     | 09267738 |
| Direkt Bild zu diesem Denkmal hochladen | Wohnstallhaus eines Bauernhofes                             | Niedermuschützer Straße 45 (Karte)       | 1. Hälfte 19. Jahrhundert | Obergeschoss Fachwerk, landschaftstypisches ländliches Gebäude, baugeschichtlich von Bedeutung. Fachwerk massiv untersetzt, starker Dachüberstand.                                                | 09267739 |
| Direkt Bild zu diesem Denkmal hochladen | Seitengebäude eines Bauernhofes                             | Rosengäßchen 7 (Karte)                   | 1. Hälfte 19. Jahrhundert | Obergeschoss Fachwerk, zeittypisches Stall- und Speichergebäude, baugeschichtlich von Bedeutung. Grundriss: schiefgestellter Giebel.                                                              | 09267737 |
| Direkt Bild zu diesem Denkmal hochladen | Wohnstallhaus eines Vierseithofes, mit Hofpflasterung       | Rosengäßchen 12 (Karte)                  | Bezeichnet mit 1817       | Bauernhaus Obergeschoss Fachwerk, mit Segmentbogenportal, zeit- und landschaftstypisches dörfliches Gebäude, baugeschichtlich von Bedeutung. Fachwerk massiv untersetzt, Hofpflasterung erhalten. | 09267736 |
| Direkt Bild zu diesem Denkmal hochladen | Tiefenkeller                                                | Zu den Wiesen 2 (neben) (Karte)          | Um 1800                   | Wirtschaftsgeschichtlich von Bedeutung, Eingang aus Bruchstein | 09267735 |

## Nieschütz
| Bild                                    | Bezeichnung                                              | Lage                       | Datierung                 | Beschreibung | ID       |
| --------------------------------------- | -------------------------------------------------------- | -------------------------- | ------------------------- | --- | -------- |
| Direkt Bild zu diesem Denkmal hochladen | Straßenbrücke                                            | Am Sand 15 (neben) (Karte) | 19. Jahrhundert           | Steinbogenbrücke, verkehrsgeschichtlich und baugeschichtlich von Bedeutung | 09269851 |
| Direkt Bild zu diesem Denkmal hochladen | Kriegerdenkmal für die Gefallenen des Ersten Weltkrieges | Löbsaler Straße (Karte)    | Nach 1918                 | Ortsgeschichtlich von Bedeutung. Inschrift „Zum ehrenden Gedenken der im Kriege 1914–18 gefallenen Klubbrüder des Schiessklubs gut Ziel Diesbar.“ sowie Namen der Toten.                                       | 09268018 |
| Direkt Bild zu diesem Denkmal hochladen | Wassermühle, mit Mühleneinrichtung                       | Neumühle 3 (Karte)         | Bezeichnet mit 1828       | Obergeschoss Fachwerk, Segmentbogenportal mit figürlichem Schlussstein, technische Ausstattung teilweise erhalten, baugeschichtlich, ortsgeschichtlich und technikgeschichtlich von Bedeutung, Krüppelwalmdach | 09268026 |
| Direkt Bild zu diesem Denkmal hochladen | Wohnstallhaus eines Bauernhofes                          | Riesaer Straße 5 (Karte)   | 1. Hälfte 19. Jahrhundert | Obergeschoss Fachwerk, typisches bäuerliches Wohnhaus, baugeschichtlich von Bedeutung | 09268022 |
| Direkt Bild zu diesem Denkmal hochladen | Wohnstallhaus eines Bauernhofes                          | Riesaer Straße 6 (Karte)   | Bezeichnet mit 1823       | Obergeschoss Fachwerk, typisches bäuerliches Wohnhaus, baugeschichtlich von Bedeutung. Garten und Einfriedungsmauer in ursprünglicher Form nicht mehr erhalten.                                                | 09268023 |
| Direkt Bild zu diesem Denkmal hochladen | Mietshaus mit Einfriedung                                | Riesaer Straße 20 (Karte)  | Ende 19. Jahrhundert      | Gründerzeitliches Gebäude mit Putzornamentik, betont durch Mittelrisalit mit Dreiecksgiebel, Lisenengliederung, baugeschichtlich von Bedeutung                                                                 | 09268021 |

## Oberlommatzsch
| Bild                                    | Bezeichnung                       | Lage              | Datierung             | Beschreibung | ID       |
| --------------------------------------- | --------------------------------- | ----------------- | --------------------- | --- | -------- |
| Direkt Bild zu diesem Denkmal hochladen | Wohnstallhaus eines Vierseithofes | Windorf 1 (Karte) | Mitte 19. Jahrhundert | Stattliches Bauernhaus, Obergeschoss Fachwerk verputzt, zwei Türportale mit gerader Verdachung, baugeschichtlich von Bedeutung. Sandstein-Fenstergewände, Krüppelwalmdach, historische Innenausstattung (Holztäfelung in der Eingangshalle, florales Kachelmuster als Fußboden), älterer Kern? | 09267764 |

## Obermuschütz
| Bild | Bezeichnung | Lage                   | Datierung                 | Beschreibung | ID       |
| ---- | ----------- | ---------------------- | ------------------------- | --- | -------- |
|      | Rutenstein  | Meißner Straße (Karte) | 1. Hälfte 19. Jahrhundert | Verkehrsgeschichtlich von Bedeutung. In der offiziellen Denkmalliste mit Stand 2020 irrtümlich dem Ortsteil Zehren zugeordnet. | 09304976 |

## Schieritz
| Bild                                    | Bezeichnung | Lage                          | Datierung | Beschreibung | ID       |
| --------------------------------------- | --- | ----------------------------- | --- | --- | -------- |
| Direkt Bild zu diesem Denkmal hochladen | Ehemalige Schmiede (mit integriertem Scheunenteil), heute Wohnhaus | Am Ketzerbach 16 (Karte)      | 18. Jahrhundert | Mit Fachwerk-Obergeschoss, Fledermausgaupen im Dach, baugeschichtlich und ortsgeschichtlich von Bedeutung | 09267741 |
| Direkt Bild zu diesem Denkmal hochladen | Wohnhaus | Am Ketzerbach 19 (Karte)      | Bezeichnet mit 1809 | Obergeschoss Fachwerk, Segmentbogenportal, landschaftstypisches ländliches Gebäude, baugeschichtlich von Bedeutung. Fachwerk massiv untersetzt, Krüppelwalmdach, Häusleranwesen? | 09267742 |
| Direkt Bild zu diesem Denkmal hochladen | Wohnhaus | Am Ketzerbach 24 (Karte)      | 18. Jahrhundert | Stattliches massives Wohngebäude mit Krüppelwalmdach, ehemals zur Schlossgärtnerei gehörig, ortsbildprägende Lage gegenüber dem Schloss, baugeschichtlich und ortsgeschichtlich von Bedeutung. Barockes Treppenhaus und Eingangshalle. Überformung Ende des 19. Jahrhunderts. | 09267743 |
| Direkt Bild zu diesem Denkmal hochladen | Wohnhaus | Am Ketzerbach 40 (Karte)      | 1. Hälfte 19. Jahrhundert | Obergeschoss Fachwerk, landschaftstypisches ländliches Gebäude, baugeschichtlich von Bedeutung. Fachwerk massiv untersetzt, Krüppelwalmdach, Bauernhaus (Häusleranwesen)? | 09267745 |
| Direkt Bild zu diesem Denkmal hochladen | Bauernhof mit Wohnhaus und in Hufeisenform angebautem Stallgebäude sowie Scheune, dazu Torpfeiler der Hofzufahrt, Einfriedung, Brunnen mit Handschwengelpumpe und Hofpflasterung | Am Ketzerbach 45 (Karte)      | Um 1850 (Bauernhaus); bezeichnet mit 1911, im Giebel (Scheune)                                                                                     | Geschlossen erhaltener Bauernhof, schlichte Putzbauten, Obergeschoss des Wohnhauses vielleicht Fachwerk (verputzt), baugeschichtlich und wirtschaftsgeschichtlich von Bedeutung. Schmiedeeiserner Zaun, Sandsteinbank. Wohnhaus zweigeschossig, verputzt. Weinspalier an der Traufseite zur Straße. Stallgebäude eingeschossig mit Kniestock. Originale Hofpflasterung, Torpfeiler mit Vasen und Kugeln aus Sandstein. Die Denkmaleigenschaft des markanten Hofes ergibt sich aus seiner baugeschichtlichen und landschaftsgestaltenden Bedeutung. Er besteht aus Wohnhaus, Stallgebäude, Scheune, Brunnen mit Schwengelpumpe, Einfriedung und Torpfeilern. Die Gebäude stammen im Wesentlichen aus der Mitte und der zweiten Hälfte des 19. Jahrhunderts. Das lang gesteckte traufständige Wohnhaus mit dem eigenwilligen Dachüberstand könnte sogar noch älter sein. Es besitzt offensichtlich eine Fachwerkkonstruktion im Obergeschoss. Diese ist verputzt. Die gesamte Anlage hat sich weitestgehend im originalen Zustand erhalten und macht einen bemerkenswert geschlossenen Eindruck. Der ländliche Charakter des Anwesens ist dabei unverkennbar. Das Weinspalier am Wohnhaus gibt dem Ganzen zudem eine malerische Note. Somit ist der Hof Am Ketzerbach 45 ein wertvolles Zeugnis ländlicher Architektur und Volksbauweise in Diera-Zehren. Abgesehen davon, prägt das Anwesen durch seine Geschlossenheit, die Unverwechselbarkeit seiner Erscheinung und seine Lage das Ortsbild von Zehren bzw. seinem Ortsteil Schieritz. | 09267747 |
| Direkt Bild zu diesem Denkmal hochladen | Straßenbrücke über den Ketzerbach | Am Sportplatz (Karte)         | 1833 | Bogenbrücke, mit Inschrifttafel in der Brüstung, baugeschichtlich von Bedeutung | 09267753 |
| Direkt Bild zu diesem Denkmal hochladen | Wohnhaus | Am Sportplatz 3 (Karte)       | Bezeichnet mit 1710, später überformt | Barockes Gebäude mit gut gegliederter Putzfassade der Gründerzeit, Teil der nicht mehr vorhandenen Schlossbrauerei, baugeschichtlich und ortsgeschichtlich von Bedeutung. Barockes Treppenhaus mit Eingangshalle, üppige historistische Tür, ebenso historistische Eingangs-Flügeltür, Brauerei sowie Gärtnerei und Gericht erbaut von der Familie von Schleinitz, Überformung im letzten Drittel des 19. Jahrhunderts. | 09267749 |
| Direkt Bild zu diesem Denkmal hochladen | Eiskeller | Am Sportplatz 10 (Karte)      | Um 1830 | Bau mit Zyklopenmauerwerk und Eckquaderung aus Sandstein, ehemals zur Schieritzer Brauerei gehörig, baugeschichtlich und ortsgeschichtlich von Bedeutung. Die einst zum Rittergut Schieritz gehörende Brauerei am Mühlgraben, von der heute nur noch ein Gebäude stehen soll, muss schon 1840 verkauft worden sein. Sie bestand bis etwa 1920 als „Schloßbrauerei Schieritz – Erste Deutsche Porter-Bier Brauerei“. Zur Lagerung des Biers wurde der noch erhaltene Eiskeller am Dragonerberg errichtet. | 09267751 |
| Direkt Bild zu diesem Denkmal hochladen | Mühlenanwesen der Schlossmühle Schieritz mit Wohnmühlengebäude (einschließlich vielfältiger technischer Ausstattung), Bäckereigebäude (mit Backhaus), Schneidemühlengebäude, daran Transformatorenhaus, Stallscheunengebäude, Mühlgraben, unterirdischer Tunnel, Brunnen mit Handschwengelpumpe               | Quergasse 8 (Karte)           | Um 1800 (Schneidemühle); bezeichnet mit 1815 (Bäckerei); bezeichnet mit 1828 (Getreidemühle); bezeichnet mit 1841 (Scheune); um 1900 (Walzenstuhl) | Eine der bedeutendsten Mühlen im Landkreis Meißen, zudem bemerkenswertes Fachwerkensemble, Wohnmühlengebäude verputzter Massivbau, Bäckereigebäude Obergeschoss Fachwerk, Backhaus von 1815, Schneidemühlengebäude in Fachwerkbauweise mit Klinkeranbau (Transformatorenhaus), Seitengebäude Obergeschoss Fachwerk, unterirdischer Tunnel 60 m lang, baugeschichtlich, ortsgeschichtlich und technikgeschichtlich sowie städtebaulich bedeutend. Hinter der Mühle gelegenes Seitengebäude vor 2011 abgebrochen. | 09267755 |
| Weitere Bilder                          | Rittergut und Schloss Schieritz (Sachgesamtheit) | Schloßberg 1, 2, 3, 4 (Karte) | Bezeichnet mit 1556; bezeichnet mit 1607, später überformt                                                                                         | Sachgesamtheit Rittergut und Schloss Schieritz, mit den Einzeldenkmalen: Hauptgebäude (Nr. 2, mit Wendelstein), Verwaltungsgebäude (Nr. 3) und Wirtschaftsgebäude mit Anbau (Nr. 4), sowie große Toreinfahrt an der Straße Schloßberg, Stützmauern um das Schloss sowie Treppenanlage und Torpfeiler des Nebeneingangs an der Straße Am Ketzerbach (siehe 09267740) sowie mit den Sachgesamtheitsteilen: am Hauptgebäude angebautes Wohnhaus (Nr. 1), Ruine der Scheune und Ruine der angebauten Bäckerei (zwischen Nr. 4 und Nr. 5), dazu Schlosshof mit Hofpflasterung, großem Schalenbrunnen und Grüngestaltung sowie erhaltener Teil der einstigen Parkanlage mit kleinem Schalenbrunnen (Gartendenkmal); bedeutende Renaissance-Anlage, im 19. Jahrhundert überformt,ortsbildprägend der Treppenturm (Renaissance) und die Volutengiebel der Dächer (Neorenaissance), Rittergut war lange im Besitz der Familie von Schleinitz, baugeschichtlich, regionalgeschichtlich, künstlerisch und landschaftsgestaltend von Bedeutung. Die Scheune ist ausgebrannt und ohne Dach. | 09303644 |
| Weitere Bilder                          | Hauptgebäude (Nr. 2, mit Wendelstein), Verwaltungsgebäude (Nr. 3) und Wirtschaftsgebäude mit Anbau (Nr. 4), sowie große Toreinfahrt an der Straße Schloßberg, Stützmauern um das Schloss sowie Treppenanlage und Torpfeiler des Nebeneingangs an der Straße Am Ketzerbach (Einzeldenkmale zu ID-Nr. 09303644) | Schloßberg 2, 3, 4 (Karte)    | Bezeichnet mit 1556 (Schloss); bezeichnet mit 1607, später überformt (Schloss); 19. Jahrhundert (Wirtschaftsgebäude)                               | Einzeldenkmale der Sachgesamtheit Rittergut und Schloss Schieritz; bedeutende Renaissance-Anlage, im 19. Jahrhundert überformt,ortsbildprägend der Treppenturm (Renaissance) und die Volutengiebel der Dächer (Neorenaissance), Rittergut war lange im Besitz der Familie von Schleinitz, baugeschichtlich, regionalgeschichtlich, künstlerisch und landschaftsgestaltend von Bedeutung. Die Scheune ist ausgebrannt und ohne Dach. Im Innern Wappensaal und Stuckdecken (19. Jahrhundert). Erdgeschoss Kreuzgratgewölbe. In Winkelform, wesentlich 1556 und 1601 (Sachsen-Dehio, S. 431). | 09267740 |
| Direkt Bild zu diesem Denkmal hochladen | Straßenbrücke über den Ketzerbach | Wiesenweg (Karte)             | 19. Jahrhundert | Dreibogenbrücke in Bruchstein, baugeschichtlich und verkehrsgeschichtlich von Bedeutung | 09267746 |

## Seilitz
| Bild                                    | Bezeichnung                                                         | Lage                 | Datierung       | Beschreibung | ID       |
| --------------------------------------- | ------------------------------------------------------------------- | -------------------- | --------------- | --- | -------- |
| Direkt Bild zu diesem Denkmal hochladen | Kaolinschacht mit Huthaus und Nebengebäude (Kaolinbergwerk Seilitz) | Dorf Seilitz (Karte) | 19. Jahrhundert | Ab dem 18. Jahrhundert Abbau des Kaolin als wichtiger Rohstoff für die Herstellung von Porzellan, Haupthaus mit verbrettertem Fachwerk-Obergeschoss, regionalgeschichtlich und bergbaugeschichtlich von Bedeutung, Gebäude zum Aufenthalt der Schachtarbeiter | 09267757 |

## Wölkisch
| Bild                                    | Bezeichnung | Lage                          | Datierung                  | Beschreibung | ID       |
| --------------------------------------- | --- | ----------------------------- | -------------------------- | --- | -------- |
| Direkt Bild zu diesem Denkmal hochladen | Wohnstallhaus eines ehemaligen Vierseithofes                                                                                     | Zehrener Straße 9 (Karte)     | 1786                       | Markanter ländlicher Bau des späten 18. Jahrhunderts, verputztes Fachwerk-Obergeschoss, zwei Segmentbogenportale, anschauliches Zeugnis der Volksbauweise seiner Zeit, baugeschichtlich bedeutend. Fachwerk massiv untersetzt, Krüppelwalmdach, sicher im Scheitelstein über dem Torbogen bezeichnet, bildet Bauernhof mit Nummer 10. | 09267763 |
| Weitere Bilder                          | Gasthof „Herr Gevatter“ mit Ballsaal-Anbau                                                                                       | Zehrener Straße 15 (Karte)    | Bezeichnet mit 1895        | Gründerzeitgebäude, weitgehend original erhaltener Ballsaal, baugeschichtlich und ortsgeschichtlich von Bedeutung. Im Inneren Bühne mit Illusionsmalerei Dresden-Silhouette, aus Stuck kassettenartig gestaltete Decke, gusseiserne Öfen. | 09267758 |
| Direkt Bild zu diesem Denkmal hochladen | Stallgebäude eines ehemaligen Dreiseithofes                                                                                      | Zur alten Schmiede 1 (Karte)  | Um 1800                    | Obergeschoss Fachwerk, charakteristisches bäuerliches Gebäude vergangener Zeiten, baugeschichtlich von Bedeutung. Datierung nach Aussagen des Eigentümers 1817, im Hof originale Pflasterung. Fachwerk massiv untersetzt, Dachhaus, Taubenschlag. Scheune (Fachwerk teils massiv untersetzt) 2003 gestrichen, da abgebrochen. | 09267759 |
| Direkt Bild zu diesem Denkmal hochladen | Wohnstallhaus, Scheune, Stallgebäude und Torhaus eines Vierseithofes                                                             | Zur alten Schmiede 5 (Karte)  | Bezeichnet mit 1786        | Weitgehend geschlossen erhaltener Bauernhof, Wohnstallhaus straßenseitig mit Fachwerk-Obergeschoss, Stallgebäude mit Fachwerk-Obergeschoss, Fachwerk-Scheune, baugeschichtlich und wirtschaftsgeschichtlich von Bedeutung. - Wohnstallhaus: teils Fachwerk verputzt teils massiv (Überformung Ende 19. Jahrhundert) - Scheune: alte Fenster (17. Jahrhundert?), Fachwerk massiv untersetzt - 2. Scheune: Fachwerk massiv untersetzt - Mistkuhle und Bruchsteinmauer 2011 nicht mehr vorhanden | 09267760 |
| Direkt Bild zu diesem Denkmal hochladen | Ehemalige Schmiede (mit Auffahrt und Unterstand) und Brunnen vor dem Haus                                                        | Zur alten Schmiede 9 (Karte)  | Bezeichnet mit 1786        | Obergeschoss Fachwerk, Torbogen mit großem Schlussstein, baugeschichtlich und ortsgeschichtlich von Bedeutung. Fachwerk massiv untersetzt, Erdgeschoss stark verändert, Dachhäuser. | 09267761 |
| Direkt Bild zu diesem Denkmal hochladen | Wohnstallhaus (mit angebautem Backhaus), Scheune und Seitengebäude eines Dreiseithofes sowie Hofmauer mit Pforte und Torpfeilern | Zur alten Schmiede 12 (Karte) | 1. Drittel 19. Jahrhundert | Wohnstallhaus mit Fachwerk-Obergeschoss, Fachwerk-Scheune, weitgehend geschlossen erhaltener Bauernhof, baugeschichtlich und wirtschaftsgeschichtlich von Bedeutung. - Wohnstallhaus: Backhaus, Fachwerk massiv untersetzt, teils stark verändert durch vergrößerte Fenster - Scheune: Fachwerk, massives Wirtschaftsgebäude mit alten Fenstern (17. Jahrhundert?) | 09267762 |

## Zadel
| Bild                                    | Bezeichnung | Lage                 | Datierung | Beschreibung | ID       |
| --------------------------------------- | --- | -------------------- | --- | --- | -------- |
| Direkt Bild zu diesem Denkmal hochladen | „Herrenhaus“ (über L-förmigem Grundriss), Kutscherhaus, Scheune sowie Wohn- und Wirtschaftsgebäude weiterhin Torpfeiler, Hofpflasterung und Wassertrog eines Vierseithofes (ehemaliges Kammergut)                                                         | Dorfanger 19 (Karte) | Kern womöglich 17. Jahrhundert (L-förmiges Gebäude); bezeichnet mit 1864 (Scheune); bezeichnet mit 1865, im Kern älter (Kutscherhaus); 19. Jahrhundert (Wohn- und Wirtschaftsgebäude) | Massive Gebäude des 18. und 19. Jahrhunderts in landschaftstypischer Gestaltung, „Herrenhaus“ mit Segmentbogenportalen, Wohn- und Wirtschaftsgebäude durch einen dreiecksgegiebelten Mittelrisalit aufgewertet, Anlage ist seit dem 13. Jahrhundert als Wirtschaftshof im Kontext Kloster Altzella dokumentiert, städtebauliche, baugeschichtliche und besondere geschichtliche Bedeutung. „Herrenhaus“ auf L-förmigem Grundriss, zum Teil noch Feldsteinmauerwerk, Krüppelwalmdach, innen Brunnen, Torhaus in Kubatur und Dachform angeglichen, erbaut nach Brand 1864, desgl. Scheune, beide Gebäude mit entsprechenden Tafeln versehen, Gesinde- / Stallgebäude mit dreiecksgegiebeltem Mittelrisalit, Dachstuhl liegend, Kehlbalkendach mit Unterzug, älter als das Gebäude, Dachstuhl 18. Jahrhundert (?). Anlage ist seit 13. Jahrhundert als Wirtschaftshof im Kontext Altzella dokumentiert. | 09268014 |
| Weitere Bilder                          | St. Andreaskirche (einschließlich Ausstattung), Kirchhof mit Einfriedungsmauer, auf dem Kirchhof Kriegerdenkmal für die Gefallenen des Ersten Weltkrieges, Leichenhalle, einige alte Grabmale und vier sowjetische Soldatengräber des Zweiten Weltkrieges | Kirchstraße (Karte)  | 1841–1842 (Kirche); Ende 17. Jahrhundert (Gemälde); 1743 (Epitaph); 1842 (Orgel); nach 1918 (Kriegerdenkmal)                                                                          | Saalkirche mit Emporen, im Stil der frühen Neogotik, baugeschichtlich, kunstgeschichtlich, ortsbildprägend und ortsgeschichtlich von Bedeutung | 09268013 |

## Zehren
| Bild                                    | Bezeichnung | Lage                                                | Datierung | Beschreibung | ID       |
| --------------------------------------- | --- | --------------------------------------------------- | --- | --- | -------- |
| Weitere Bilder                          | St. Michaeliskirche und Kirchhof Zehren (Sachgesamtheit)                                                                             | Bergstraße (Karte)                                  | 1756–1775 | Sachgesamtheit St.-Michaelis-Kirche und Kirchhof Zehren, mit den Einzeldenkmalen: Kirche und Grabmäler der Familie von Schleinitz (siehe 09267700), sowie den Sachgesamtheitsteilen: Kirchhof mit einigen alten Grabmälern und Einfriedungsmauer; barocke Saalkirche mit Doppelempore und stattlichem Westturm, Grabmäler der Familie von Schleinitz (16./17. Jahrhundert), Grabmäler des 19. Jahrhunderts auf dem Kirchhof, baugeschichtlich, ortsgeschichtlich und ortsbildprägend von Bedeutung | 09303638 |
| Weitere Bilder                          | Kirche (einschließlich Ausstattung) und Grabmäler der Familie von Schleinitz (Einzeldenkmale zu ID-Nr. 09303638)                     | Bergstraße (Karte)                                  | 1756–1775 (Kirche); 16./17. Jahrhundert (Grabmale der Fam. von Schleinitz); 1763 (Orgelprospekt); 1773 (Kruzifix); um 1775 (Kanzelaltar) | Einzeldenkmale der Sachgesamtheit St.-Michaelis-Kirche und Kirchhof Zehren; barocke Saalkirche mit Doppelempore und stattlichem Westturm, Grabmäler der Familie von Schleinitz 16./17. Jahrhundert, baugeschichtlich, ortsgeschichtlich und ortsbildprägend von Bedeutung. - Auf einer Höhe über dem 1003 ersterwähnten Dorf und dem linken Elbufer gelegen, von großer Fernwirkung. 1756–75 anstelle des mittelalterlichen, mehrfach erneuerten, dem hl. Michael geweihten Vorgängerbaus als Saalbau mit stattlichem Westturm neu errichtet. 1986 Außen-, 1988 Innenrestaurierung. - Putzbau über langgezogenem Rechteck, 3/8-Schluss. Korbbogige Fenster, Eingänge im Norden und Osten, südlich Sakristei, darüber Herrschaftsloge mit Außentreppe. An der Westseite über Eingangshalle und Treppenhaus der vornehme Turm mit abgeschrägten Ecken und Anläufen, welche die Giebelseiten des Dachs überdecken, mit Haube, Laterne und Helm, bezeichnet mit 1775. - Im Innern flache Putzdecke mit Rahmenstuck, zweigeschossige hölzerne Empore im Süden und Norden, im Osten konvex geschlossen, westliche Orgelempore 1913 verändert. An der Südseite des Chors Loge der Patronatsherren von Schleinitz auf Schieritz mit verglaster Front. Kanzelaltar aus Holz, der Korb zwischen korinthischen Säulen vor übereck gestellten Pilastern, darüber Segmentgiebel, gelb-grau marmoriert, um 1775. Kruzifix mit kniender Maria Magdalena, 1773. Prächtiger barocker Orgelprospekt, wohl 1763, erweitert 1806 und 1913. An den Wänden des Altarraums Sandstein-Grabdenkmäler des Hans von Schleinitz († 1561 ?) im Sterbehemd kniend, eines jungen von Schleinitz im Mantel, kniend (um 1600), des Hans († 1618 ?) und der Marie († 1613 ?) von Schleinitz, mit Reliefdarstellungen der beiden Sterbenden (Dehio Sachsen I, 1996). | 09267700 |
| Direkt Bild zu diesem Denkmal hochladen | Wohnstallhaus eines Vierseithofes | Bergstraße 2 (Karte)                                | Um 1800 | Obergeschoss Fachwerk, stattliches ländliches Gebäude mit Krüppelwalmdach, baugeschichtlich von Bedeutung. Fachwerk massiv untersetzt, Krüppelwalmdach. | 09267704 |
| Direkt Bild zu diesem Denkmal hochladen | Wohnhaus eines Bauernhofes | Bergstraße 8 (Karte)                                | Um 1800 | Obergeschoss Fachwerk, zeittypisches Beispiel eines kleinbäuerlichen Wohnhauses, baugeschichtlich von Bedeutung. Fachwerk massiv untersetzt, Stallbereich umgebaut zum Wohnbereich, keine Sprossenfenster mehr erhalten, Giebel verbrettert, steiles Satteldach. | 09267703 |
| Direkt Bild zu diesem Denkmal hochladen | Wohnhaus, ehemals Diakonat, mit Einfriedung                                                                                          | Bergstraße 10 (Karte)                               | Wohl bezeichnet mit 1835 | Fachwerkhaus, Sandsteinportal, ortsbildprägende Lage gegenüber der Kirche, baugeschichtlich und ortsgeschichtlich von Bedeutung. Fachwerk massiv untersetzt, Sandstein-Fenstergewände, Sandsteinportal mit Flügeltür (Mitte 19. Jahrhundert), Krüppelwalmdach. | 09267702 |
| Direkt Bild zu diesem Denkmal hochladen | Pfarrhaus, Seitengebäude (einstigens Wohnstallhaus, heute Rüstzeitheim) und Torbogen des Pfarrhofes                                  | Bergstraße 11 (Karte)                               | Bezeichnet mit 1717, Stein sekundär eingesetzt (Seitengebäude); bezeichnet mit 1825 (Pfarrhaus)                                          | Stattliches Pfarrhaus mit Fachwerk-Obergeschoss und Segmentbogenportal, Seitengebäude ebenfalls mit Fachwerk-Obergeschoss, ortsbildprägende Lage unmittelbar hinter dem Chor der Kirche, baugeschichtlich und ortsgeschichtlich von Bedeutung. Beide Häuser mit massiv untersetztem Fachwerk und Krüppelwalmdächern. | 09267699 |
| Direkt Bild zu diesem Denkmal hochladen | Kriegerdenkmal für die Gefallenen des Ersten Weltkrieges                                                                             | Bergstraße 11 (neben) (Karte)                       | 1920er Jahre | Ortsgeschichtlich von Bedeutung | 09267701 |
| Direkt Bild zu diesem Denkmal hochladen | Zufahrtsbrücke zu einem Feldgrundstück                                                                                               | Leipziger Straße (Karte)                            | 19. Jahrhundert | Bruchsteinbrücke, baugeschichtlich von Bedeutung | 09267750 |
| Direkt Bild zu diesem Denkmal hochladen | Mietshaus | Leipziger Straße 1 (Karte)                          | Letztes Drittel 19. Jahrhundert | Ortsbildprägendes Gründerzeitgebäude an einer Straßenkreuzung, baugeschichtlich von Bedeutung. Im Obergeschoss auf der Mittelachse Fenster bekrönt mit gefüllten Dreiecksgiebeln. | 09267721 |
|                                         | Schulgebäude | Leipziger Straße 15 (Karte)                         | Bezeichnet mit 1904 | Putzbau mit Mittelrisalit und Schweifgiebel, hervorgehobener Eingang, im Stil des Späthistorismus, baugeschichtlich und ortsgeschichtlich von Bedeutung. Portal flankiert von zwei Säulen, die den Architrav über der Tür stützen, vorgezogener Mittelteil mit Neorenaissancegiebel, Sandsteinfenstergewände mit kräftigem Scheitelstein. Irrtümlich als Leipziger Straße 14 in der offiziellen Denkmalliste. | 09267724 |
|                                         | Wohnstallhaus eines ehemaligen Dreiseithofes                                                                                         | Leipziger Straße 21 (Karte)                         | Bezeichnet mit 1825 | Markanter ländlicher Bau mit Fachwerkobergeschoss und Krüppelwalmdach, baugeschichtlich bedeutend. Der repräsentative ländliche Bau zeigt massiv untersetztes Fachwerk, Sandstein-Fenstergewände, Dachüberstände und ein hohes Krüppelwalmdach. Er war ursprünglich Teil eines Dreiseithofes. Das an der Niedermuschützer Straße gelegene Seitengebäude, auch kleines Wohnstallhaus genannt, wurde 2008 abgebrochen. Es hatte die gleiche Kubatur und ein Fachwerkobergeschoss wie das bestehende Gebäude. | 09267725 |
| Direkt Bild zu diesem Denkmal hochladen | Gasthof mit angebautem Ballsaal | Leipziger Straße 22 (Karte)                         | Bezeichnet mit 1826 (Gasthof); um 1860 (Ballsaal)                                                                                        | Schlichter Putzbau, ortsbildprägend in Kirchennähe, baugeschichtlich und ortsgeschichtlich von Bedeutung. Ballsaal im Erdgeschoss mit Ausspanne und Stallungen. | 09267723 |
| Direkt Bild zu diesem Denkmal hochladen | Wohnstallhaus eines Bauernhofes | Leipziger Straße 24 (Karte)                         | Um 1800 | Stattliches ländliches Gebäude, Obergeschoss Fachwerk, ursprünglich mit Nummer 25/26 (und dem Gasthof Nummer 22?) zu einem Gut gehörig, baugeschichtlich von Bedeutung. Fachwerk massiv untersetzt, Sandstein-Fenstergewände, alte achtteilige Fenster mit zwei verschiebbaren oberen Scheiben, Dachüberstand, Krüppelwalmdach. | 09267708 |
| Direkt Bild zu diesem Denkmal hochladen | Seitengebäude (Wohnstallhaus, mit zwei Hausnummern) eines Bauernhofes                                                                | Leipziger Straße 25, 26 (Karte)                     | Um 1800 | Lang gestrecktes, ländliches Gebäude mit Fachwerk-Obergeschoss, ursprünglich mit Nummer 24 (und dem Gasthof Nummer 22?) zu einem Gut gehörig, baugeschichtlich von Bedeutung. Fachwerk massiv untersetzt, Fenster siehe Nummer 24, Krüppelwalmdach, ein noch erhaltener Torpfeiler. | 09267709 |
| Direkt Bild zu diesem Denkmal hochladen | Wohnhaus eines Zweiseithofes | Leipziger Straße 28 (Karte)                         | Bezeichnet mit 1823 | Obergeschoss Fachwerk, zeit- und landschaftstypisches kleinbäuerliches Gebäude, baugeschichtlich von Bedeutung. Fachwerk massiv untersetzt, Krüppelwalmdach. | 09267706 |
| Direkt Bild zu diesem Denkmal hochladen | Seitengebäude eines Vierseithofes | Leipziger Straße 29 (Karte)                         | 1838 | Obergeschoss Fachwerk, zeittypisches ländliches Gebäude, baugeschichtlich von Bedeutung. Wohnstallhaus (Stallgebäude mit Kutscherwohnung im Obergeschoss, heute Wohnhaus): Fachwerk massiv untersetzt, nach Aussage der Eigentümerin früher bezeichnet mit 1838, Krüppelwalmdach, bildet Vierseithof zusammen mit Nummer 30 und Bergstraße 1. | 09267705 |
| Direkt Bild zu diesem Denkmal hochladen | Wohnstallhaus eines Bauernhofes, ehemals Teil eines Gasthofes                                                                        | Lommatzscher Straße 5 (Karte)                       | Um 1800 | Obergeschoss Fachwerk, landschaftstypisches Bauernhaus, baugeschichtlich von Bedeutung. Fachwerk massiv untersetzt, Krüppelwalmdach, früher Weinstube, ehemals zum Gasthof mit Ausspanne gehörig. | 09267715 |
| Direkt Bild zu diesem Denkmal hochladen | Wohnhaus | Lommatzscher Straße 6 (Karte)                       | Um 1800 | Obergeschoss Fachwerk, Segmentbogenportal, charakteristisches ländliches Wohnhaus, baugeschichtlich von Bedeutung. Fachwerk massiv untersetzt, Plastik-Sprossenfenster, Bauernhaus (Häusleranwesen?). | 09267714 |
| Direkt Bild zu diesem Denkmal hochladen | Wohnhaus | Lommatzscher Straße 8 (Karte)                       | Bezeichnet mit 1805 | Obergeschoss Fachwerk, Segmentbogenportal, typisches ländliches Wohnhaus, baugeschichtlich von Bedeutung. Fachwerk massiv untersetzt, Krüppelwalmdach. | 09267716 |
| Direkt Bild zu diesem Denkmal hochladen | Ehemalige Weinbergterrassen | Lommatzscher Straße 8 (hinter); 10 (hinter) (Karte) | 18./19. Jahrhundert | Bruchsteinmauern, ortsgeschichtlich von Bedeutung | 09267718 |
| Direkt Bild zu diesem Denkmal hochladen | Wohnhaus | Lommatzscher Straße 10 (Karte)                      | Um 1800 | Obergeschoss Fachwerk, typisches ländliches Wohnhaus, baugeschichtlich von Bedeutung. Fachwerk massiv untersetzt, Mansardwalmdach. | 09267717 |
| Direkt Bild zu diesem Denkmal hochladen | Wohnhaus mit Einfriedung und Stützmauer, Brunnen mit Handschwengelpumpe vor der Haustür                                              | Lommatzscher Straße 12 (Karte)                      | Um 1800 | Obergeschoss Fachwerk, Türportal mit gerader Verdachung, typisches ländliches Wohnhaus, baugeschichtlich von Bedeutung. Fachwerk massiv untersetzt, Krüppelwalmdach, Eingang 2. Hälfte 19. Jahrhundert. | 09267720 |
| Direkt Bild zu diesem Denkmal hochladen | Mietvilla mit Stützmauer | Meißner Straße 11 (Karte)                           | Um 1900 | Gründerzeitlicher Putzbau, durch überhöhten Mittelrisalit betont, nahe der Elbe gelegen, baugeschichtlich von Bedeutung. Einfriedung entfernt, nur Mauer erhalten, mittlere zwei Achsen risalitartig hervorgehoben, Dacherker, Dachhäuser, Lisenengliederung. | 09267732 |
| Direkt Bild zu diesem Denkmal hochladen | Mietshaus | Meißner Straße 20 (Karte)                           | Bezeichnet mit 1900 | Gut gegliederte, gründerzeitliche Putzfassade, überhöhter Mittelrisalit, nahe der Elbe gelegen, baugeschichtlich von Bedeutung. Mittlere zwei Achsen risalitartig hervorgehoben, Dacherker, zwei Dachhäuser, Lisenengliederung, Ornamentik, Doppelhaus mit Nummer 19. | 09267731 |
| Direkt Bild zu diesem Denkmal hochladen | Wohnhaus | Niedermuschützer Straße 4 (Karte)                   | Um 1800 | Obergeschoss Fachwerk, typisches ländliches Wohnhaus, baugeschichtlich von Bedeutung. Fachwerk massiv untersetzt, Vorhaus, Fenster des späten 19. Jahrhunderts erhalten, Krüppelwalmdach. | 09267710 |
| Direkt Bild zu diesem Denkmal hochladen | Mietshaus mit Einfriedung | Niedermuschützer Straße 9 (Karte)                   | Ende 19. Jahrhundert | Gründerzeitlicher Putzbau mit Mittelrisalit und seitlichem hölzernem Vorbau (über Erd- und Obergeschoss), baugeschichtlich von Bedeutung. Originaler schmiedeeiserner Zaun, Mittelteil leicht vorgezogen, Eckbossierung, Sockelgeschoss Bruchstein, Dacherker über der Mittelachse. | 09267711 |
| Direkt Bild zu diesem Denkmal hochladen | Wohnhaus | Seebschützer Weg 4 (Karte)                          | Mitte 19. Jahrhundert | Obergeschoss Fachwerk, Giebel mit wandhohen Andreaskreuzen in der Fachwerk-Konstruktion, ländliches Gebäude in später Fachwerkbauweise, baugeschichtlich von Bedeutung. Fachwerk massiv untersetzt, Giebelseite Fachwerk verputzt. | 09267722 |
| Direkt Bild zu diesem Denkmal hochladen | Ehemalige Mühle (Hofmannmühle) mit Wohnhaus und Mühlengebäude mit Bäckereianbau und Schornstein sowie Brunnen mit Handschwengelpumpe | Seebschützer Weg 6 (Karte)                          | Bezeichnet mit 1847 | Beide Gebäude mit Fachwerk-Obergeschoss, das Wohnmühlengebäude mit zwei schönen Türportalen (eines mit figürlicher Darstellung im Türsturz), viereckiger Schornstein, baugeschichtlich, ortsgeschichtlich und technikgeschichtlich von Bedeutung. Beide Häuser: Fachwerk massiv untersetzt (älterer Kern), Krüppelwalmdach, Mühlsteine. | 09267726 |

## Tabellenlegende
- Bild: Bild des Kulturdenkmals, ggf. zusätzlich mit einem Link zu weiteren Fotos des Kulturdenkmals im Medienarchiv Wikimedia Commons. Wenn man auf das Kamerasymbol klickt, können Fotos zu Kulturdenkmalen aus dieser Liste hochgeladen werden:
- Bezeichnung: Denkmalgeschützte Objekte und ggf. Bauwerksname des Kulturdenkmals
- Lage: Straßenname und Hausnummer oder Flurstücknummer des Kulturdenkmals. Die Grundsortierung der Liste erfolgt nach dieser Adresse. Der Link (Karte) führt zu verschiedenen Kartendiensten mit der Position des Kulturdenkmals. Fehlt dieser Link, wurden die Koordinaten noch nicht eingetragen. Sind diese bekannt, können sie über ein Tool mit einer Kartenansicht einfach nachgetragen werden. In dieser Kartenansicht sind Kulturdenkmale ohne Koordinaten mit einem roten bzw. orangen Marker dargestellt und können durch Verschieben auf die richtige Position in der Karte mit Koordinaten versehen werden. Kulturdenkmale ohne Bild sind an einem blauen bzw. roten Marker erkennbar.
- Datierung: Baubeginn, Fertigstellung, Datum der Erstnennung oder grobe zeitliche Einordnung entsprechend des Eintrags in der sächsischen Denkmaldatenbank
- Beschreibung: Kurzcharakteristik des Kulturdenkmals entsprechend des Eintrags in der sächsischen Denkmaldatenbank, ggf. ergänzt durch die dort nur selten veröffentlichten Erfassungstexte oder zusätzliche Informationen
- ID: Vom Landesamt für Denkmalpflege Sachsen vergebene, das Kulturdenkmal eindeutig identifizierende Objekt-Nummer. Der Link führt zum PDF-Denkmaldokument des Landesamtes für Denkmalpflege Sachsen. Bei ehemaligen Kulturdenkmalen können die Objektnummern unbekannt sein und deshalb fehlen bzw. die Links von aus der Datenbank entfernten Objektnummern ins Leere führen. Ein ggf. vorhandenes Icon  führt zu den Angaben des Kulturdenkmals bei Wikidata.

## Ausführliche Denkmaltexte
1. ↑  Mühlenanwesen der Schlossmühle Schieritz: Die erste Erwähnung eines Mühlenstandortes in Schieritz fand sich in alten Kirchenbüchern aus dem Jahre 1361. Schon damals muss also das Wasser des Ketzerbaches über ca. 900 m herangeführt und über ca. 300 m abgeführt worden sein. In einem alten Kartenwerk über die Umgebung von Meißen aus dem Jahre 1549 – dem sog. „Ur-Oeder“ – findet man den nächsten Eintrag einer Wassermühle an dieser Stelle. Welche Gebäude damals die Mühle bildeten, ist nicht bekannt. Eine weitere Erwähnung einer Mühle soll aus dem Jahre 1764 stammen. Auf dem Meilenblatt Sachsens von 1800 ist eine Anlage aus drei Gebäuden zu erkennen. Die ersten noch heute sichtbaren Belege für das Entstehen der gegenwärtigen Bausubstanz stammen aus dem Jahre 1815. Ein hölzerner „Schlussstein“ an der Fassade der früheren Bäckerei ziert dieses Fachwerkgebäude mit massivem Unterbau. Im Jahre 1828 ließen die Schloss- und Rittergutsbesitzer von Schieritz das aus Bruchsteinmauerwerk bestehende Hauptgebäude der Mühle errichten. Um 1840 wurde das gesamte Anwesen an bürgerliche Interessenten verkauft. Diese komplettierten den Hof bereits 1841 durch den Bau der Scheune mit Stallungen. Im Jahre 1850 erfolgte der Anbau des Wohnteils an das Mühlengebäude. Damit entstand das bis heute erhaltene Ensemble. Im Jahre 1888 erwarb der Großvater von Karsten Andrae, Eigentümer bis 2008, das Anwesen. Es wurde als Getreidemühle mit angeschlossener Bäckerei und kleiner Landwirtschaft bis zum Jahre 1960 betrieben, danach nur für den Eigentbedarf. Im Obergeschoss der Bäckerei befinden sich Stuben für die Bäckergesellen (www.muehle.karsten-andrae.de etwas geändert).
Das Mühlengebäude mit später angebautem Wohnteil zeigt den üblichen Aufbau einer Getreidemühle mit Getriebekeller/Transmissionskeller, Walzenstuhlboden, Rohrboden, Sichterboden und Spitzboden. Es ist mit einer relativ vollständigen Technik ausgestattet. Im Getriebekeller befinden sich Kammrad, Stirnrad (liegendes Zeug), stehendes Zeug (Königsstock) und Haupttransmission. Im Klinkeranbau stehen noch ein Generator der „Electricitäts-Gesellschaft Sauerbrey und Kostorz Dresden“ und eine Spiralturbine, beide Aggregate von 1905. Auf dem Walzenstuhlboden dominieren ein Doppelwalzenstuhl (I. u. III. SCHROT) und ein einfacher Walzenstuhl (II. u. IV. Schrot) der Firma Seck aus Dresden, wohl um 1900 entstanden, können aber noch älter sein, sowie ein Mahl- bzw. Schrotgang mit Rüttelschuh. Auf dem Rohrboden finden sich zwei Verteilerschnecken, ein großer Filterschrank (oder Getreidespeicher) und mehrere Absackstutzen. Der Sichterboden zeigt einen Plansichter, eine Schälmaschine der Gebrüder Jehmlich aus Nossen, einen Trieur, einen Aspirateur der Gebrüder Grosse aus Lohmen und ein weiteres Aggregat (wohl eine Quetsche). Auf dem Spitzboden befinden sich die Fahrstuhlwinde des Bremsfahrstuhls und eine Verteilerschnecke. Abgesehen davon haben sich im Mühlengebäude alle Elevatoren, ein Bremsfahrstuhl und eine Mischmaschine der Firma F. E. Andrä Niederau (Walzenstuhl- und Rohrboden) erhalten. An der Außenwand findet sich das 1996 rekonstruierte oberschlächtige Wasserrad datiert.
2. ↑  St. Andreaskirche:
  - Vorgängerbau 1841 abgebrochen. Frühe neugotische Saalkirche von 1842, aufragend über dem rechten Elbufer, Putzbau mit Satteldach, Westturm mit Ecklisenen in Sandstein, Westportal mit spitzbogigen Fenstern und Zeltdach, Saal mit flacher Putzdecke, an Längsseiten zweigeschossige hölzerne Emporen, dreiteiliger Orgelprospekt, verglaste Betstube, reiche farbige Ausmalung mit Architektur- und Schablonenmalerei 1892 durch den Meißner Malermeister G. F. Kirsten, Taufstein Marmor (Ende 19. Jahrhundert), Jahn-Orgel von 1842, flache Holzdecke, zwei Gemälde (Ende 17. Jahrhundert), Kreuzigung und Abendmahl, im Altar aufgestellt, in der Sakristei zwei Tafelbilder (Ende 17. Jahrhundert), Epitaph des Majors Gotthelf Dietrich von Wiedemann von 1743 (Dehio 1996, auszugsweise).
  - Denkmalwerte Grabstätten auf dem Kirchhof:
    - Daubnitz, Julius, Hermann (1854–1912), Gutsbesitzer in Diera und seine Frau Sophie Marie, geborene Dietrich (1852–1925), Wandgrab im Reformstil
    - Dietrich, Paul (gestorben 1941) und weitere Familienangehörige, Anlage mit charakteristischem Grabkreuz und markanter Einfassung, weitgehend vollständig erhalten
    - Hollchowskij/Beier/Schneider/Gärtner (1902), fanden im Elbstrom den gemeinsamen Tod, vergleichsweise aufwendige Anlage
    - Röder, Wilhelm (1823–1907), charakteristisches Grabkreuz aus schwedischem Granit, Schwarz-Schwedisch, von H. Rochlitz aus Meißen, R. gefertigt
    - Stahnke, Hermann (1875–1935), Gärtnereibesitzer aus Nieschütz, und weitere Familienangehörige, schlichte und zugleich repräsentative Anlage im späten Reformstil
    - Troschütz, Angehörige aus einer Gutsbesitzerfamilie (1905), markant mir schmiedeeiserner Einfriedung